# Ліма (село)
Ліма (перс. ليما) — село в Ірані, у дегестані Ешкевар-е-Софлі, у бахші Рахімабад, шагрестані Рудсар остану Ґілян. За даними перепису 2006 року, його населення становило 237 осіб, що проживали у складі 81 сім'ї.

## Клімат
Середня річна температура становить 8,61 °C, середня максимальна – 23,00 °C, а середня мінімальна – -6,86 °C. Середня річна кількість опадів – 380 мм.
| Клімат поселення                              | Клімат поселення | Клімат поселення | Клімат поселення | Клімат поселення | Клімат поселення | Клімат поселення | Клімат поселення | Клімат поселення | Клімат поселення | Клімат поселення | Клімат поселення | Клімат поселення | Клімат поселення |
| Показник                                      | Січ.             | Лют.             | Бер.             | Квіт.            | Трав.            | Черв.            | Лип.             | Серп.            | Вер.             | Жовт.            | Лист.            | Груд.            |                  |
| Середній максимум, °C                         | 3,13             | 3,33             | 5,42             | 11,89            | 17,32            | 21,02            | 23,00            | 22,87            | 19,35            | 15,64            | 9,85             | 4,62             |                  |
| Середня температура, °C                       | −1,87            | −1,67            | 0,41             | 6,88             | 12,30            | 16,04            | 18,98            | 18,86            | 15,33            | 11,66            | 5,84             | 0,59             |                  |
| Середній мінімум, °C                          | −6,86            | −6,68            | −4,59            | 1,89             | 7,30             | 11,02            | 14,97            | 14,84            | 11,31            | 7,63             | 1,83             | −3,42            |                  |
| Норма опадів, мм                              | 34               | 38               | 60               | 49               | 40               | 14               | 12               | 9                | 13               | 34               | 37               | 40               |                  |
| Середньомісячна швидкість вітру, м/с          | 1.96             | 2.52             | 2.69             | 2.76             | 2.40             | 2.14             | 2.14             | 2.08             | 1.91             | 1.94             | 2.29             | 1.95             |                  |
| Середньомісячна сонячна радіація, кДж/м²·день | 7784             | 10279            | 12679            | 16653            | 20636            | 23531            | 23696            | 21196            | 17721            | 12728            | 9435             | 7432             |                  |
| --------------------------------------------- | ---------------- | ---------------- | ---------------- | ---------------- | ---------------- | ---------------- | ---------------- | ---------------- | ---------------- | ---------------- | ---------------- | ---------------- | ---------------- |
| Джерело:                                      |                  |                  |                  |                  |                  |                  |                  |                  |                  |                  |                  |                  |                  |